# Keene (Kalifornia)
Keene statisztikai település az USA Kalifornia államában, Kern megyében. Lakosainak száma 469 fő (2020. április 1.).

## Népesség
A település népességének változása:

| 2010 | 431 |
| 2020 | 469 |